# 關鍵績效指標
關鍵績效指標（英語：Key Performance Indicators，简称 KPI），又稱主要績效指標、重要績效指標、績效評核指標等，是指衡量一個管理工作成效最重要的指標，是一項數據化管理的工具，必須是客觀、可衡量的績效指標。這個名詞往往用於財政、一般行政事務的衡量。是將公司、員工、事務在某時期表現量化與質化的一種指標。可協助將優化組織表現，並規劃願景。
管理學家杜拉克也說：關鍵領域的指標「KPI」，是引導企業發展方向的必要「儀板」。

## 設計方法
常用的方法是“鱼骨图”分析法和“九宫图”分析法。依据公司级的KPI逐步分解到部门，再由部门分解到各个职位，依次采用层层分解，互为支持的方法，确定各部门、各职位的关键业绩指标，并用定量或定性的指标确定下来。

### 魚骨圖法（石川图）
魚骨圖法（石川图）是一個十分形象的方法，以“企業戰略目標”為“魚頭”，層層分解出“魚骨”。主要步驟如下：
1. 明確目標——明確魚骨圖的魚頭，必須有一個明確的目標，沒有明確的目標，KPI都是空談；
2. 使用腦力激盪法——尋找影響因素，集思廣益，尋找各個主要因素；
3. 利用魚骨圖進行，按照結果、策略、短板、板塊進行邏輯分析——剔除不合理的因素，將相同的因素歸納到一起；
4. 利用魚骨圖，尋找衡量關鍵因素的KPI[2]。

## 提取原則
确定关键绩效指标有一个重要的SMART原则。SMART 是 5 个英文单词首字母的缩写：
- S 代表具体（Specific）：指绩效考核要切中特定的工作指标，不能笼统；
- M 代表可度量（Measurable）：指绩效指标是数量化或者行为化的，验证这些绩效指标的数据或者信息是可以获得的；
- A 代表可实现（Attainable）：指绩效指标在付出努力的情况下可以实现，避免设立过高或过低的目标；
- R 代表关联性（Relevant），指绩效指标是与上级目标具明确的关联性,最终与公司目标相结合；
- T 代表有时限（Time bound）：注重完成绩效指标的特定期限。

## 关键绩效指标的制定
关键绩效指标的制定，通常是基于组织的使命、价值观、关键结果领域、愿景、阶段性目标、工作规划、人员发展等方面来制定。

## 指标与目标
其指標是否具有實質意義通常由組織高層決定，在高層未有深入研究前，這些指標常常淪於為了「製作表格」而產生，但指標本身與組織目標並不相符。例如行政機關的公文時效，一般以越短完成，其績效越高。但事實上，僅只是代表該份公文的完結，而非該份案件的完結，甚至不代表該案件能夠「好好完結」。在此一情況下，執行人員的績效可能仍得獲取高分，但實際案件處理卻恰好相反。

## 相关概念
关键结果领域（Key Result Area）
KRA（Key Result Areas）意为关键结果领域，它是为实现企业整体目标、不可或缺的、必须取得满意结果的领域，是企业关键成功要素的聚集地。它是对组织使命、愿景与战略目标的实现起着至关重要的影响和直接贡献领域，使关键要素的集合。杜拉克认为企业应当关注 8 个关键结果领域：市场地位、创新、生产率、实物及金融资产、利润、管理者的表现和培养、员工的表现和态度、公共责任感。当然，对于具体企业来说，应根据自己的行业特点、发展阶段、内部状况等因素来合理确定自己的 KRA。

## 参看
- 目标管理
- 目标设定理论
- 差距分析